# Mořkovský vrch
Mořkovský vrch je kopec v Podbeskydské pahorkatině, vypínající se do výšky 428 m n. m. severozápadně od obce Mořkov a jižně od obce Životice u Nového Jičína (hranice obou katastrů probíhá napříč vrcholem). Na pastvinách na jeho západních podvrcholových svazích roste:
- Čičorečka pestrá (Securigera varia)
- Dobromysl obecná (Origanum vulgare)
- Chrastavec rolní (Knautia arvensis)
- Klinopád obecný (Clinopodium vulgare)
- Pryskyřník mnohokvětý (Ranunculus polyanthemos)
- Pupava bezlodyžná (Carlina acaulis)
- Řepík lékařský (Agrimonia eupatoria)
- Tolice srpovitá (Medicago falcata)
- Trnka obecná (Prunus spinosa)

Na vrcholu je umístěna základnová stanice (BTS) společnosti CETIN (operátoři O2 Czech Republic a T-Mobile).